# Шо (літера)
Шо (Ϸ, ϸ) — літера грецького алфавіту, що вийшла з ужитку. Була введена внаслідок завоювання Бактрії Олександром Македонським. Літерою «шо», імовірно, записувався звук «ш», властивий бактрійській мові.
Літері «шо» повністю тотожня за накресленням літера торн англосакської та ісландської писемності. Проте, ці букви ніяк не пов'язані одна з одною за походженням і фонетичним значенням, тому візуальна схожість є чисто випадковою.
Деякі автори називали цю літеру "Сан", виходячи з концепції, що ця літера є повторним введенням до грецької абетки застарілої літери Сан.

## «Шо» уЮнікоді
| Вигляд | Кодова назва | Назва                    |
| ------ | ------------ | ------------------------ |
| Ϸ      | U+03F7       | GREEK CAPITAL LETTER SHO |
| ϸ      | U+03F8       | GREEK SMALL LETTER SHO   |

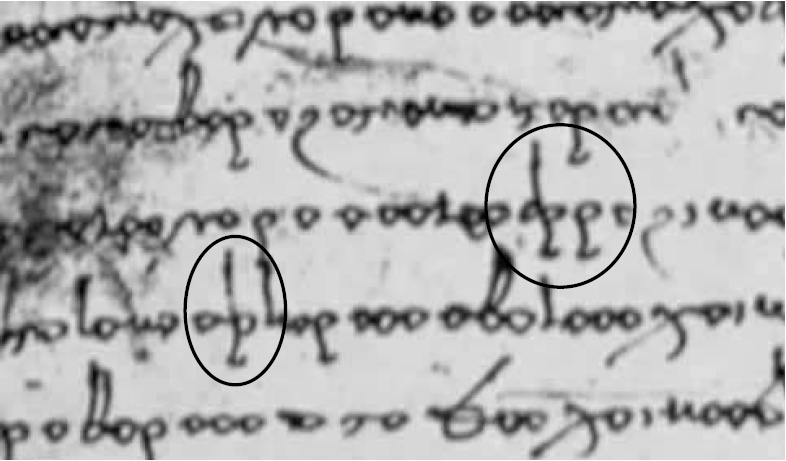
Літера "шо" у тексті бактрійською мовою
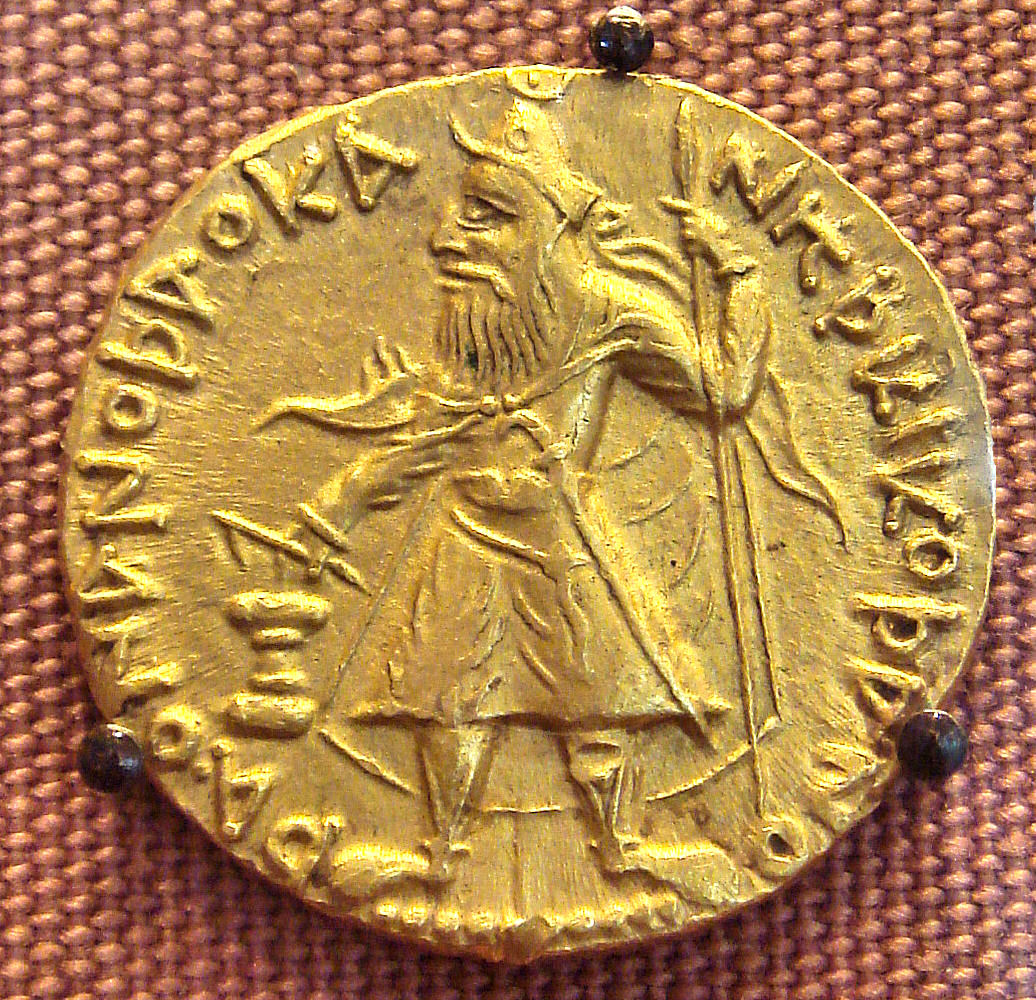
Монета з зображення Канішки I, царя Кушана. У його імені присутня літера "шо" (Κανηϸκι).